# Golestánský palác
Golestánský palác (persky کاخ گلستان, doslova Zahrada růží) je komplex budov a parků v centru Teheránu, zapsaný v roce 2013 na seznam Světového dědictví.

## Historie
Areál vznikl jako pevnost (arg) za vlády Tahmáspa I. a koncem 18. století, když Kádžárovci udělali z Teheránu hlavní město, se stal oficiální panovnickou rezidencí. Největší část paláce vznikla roku 1865 podle projektu, jehož autorem byl architekt Hadži Abol-hasan Mimar Navaí, který spojil tradice perského stavitelství vyznačujícího se bohatou ornamentikou s nejnovějšími západními vlivy.
Šáh Rezá Šáh Pahlaví v rámci svého reformního programu přesídlil do nového paláce Nijávarán na severním předměstí a nechal zbořit hradby citadely, aby uvolnily prostor moderní výstavbě. Golestánský palác pak sloužil k různým dvorským slavnostem, později byl přeměněn v muzeum a zpřístupněn veřejnosti.
Poslední velká rekonstrukce proběhla v roce 2004.

## Součásti komplexu
Ke Golestánskému paláci patří sedmnáct budov obklopených okrasnými zahradami. Nachází se zde audienční sál s Mramorovým trůnem z poloviny 18. století, zrcadlový sál, slonovinový sál, sál briliantů, palác větrných věží, který si díky důmyslnému systému větrání udržuje příjemnou teplotu i v největších vedrech, etnografické muzeum, výstava darů, které šáhové obdrželi od zahraničních návštěv, expozice věnovaná historii íránské fotografie, četné vyhlídkové terasy, vodní nádrže a fontány.